# William Emerson Ritter

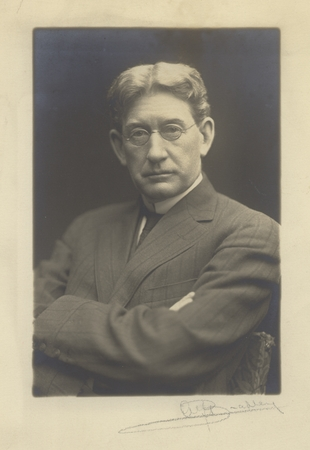

William Emerson Ritter (* 21. November 1856 in Columbia County (Wisconsin); † 10. Januar 1944) war ein US-amerikanischer Biologe. Er prägte den Begriff Organizismus.

## Leben und Wirken
William Emerson Ritter war ein Sohn von Horatio Ritter aus New York, der sich ein paar Jahre vor seiner Geburt in Wisconsin als Farmer niedergelassen hatte. Nach seinem Abschluss an der Oshkosh Normal School in Wisconsin begann er 1890 ein Studium an der Harvard University. Ab 1893 lehrte er an der University of California, Berkeley Biologie. 1899 wählte ihn die California Academy of Sciences zu ihrem Präsidenten. Von Mai bis Juli 1899 nahm er an der von Edward Henry Harriman (1848–1909) organisierten Expedition zur Erkundung Alaskas teil. 1904 begann Ritter in San Diego mit der Erforschung der Tiefsee. Er setzte sich für die Errichtung einer ozeanographischen Station in La Jolla ein und wurde 1912 erster Direktor der Scripps Institution of Oceanography. Diese Position hatte er bis 1922 inne. 1913 wurde Ritter in die American Academy of Arts and Sciences gewählt.
1919 führte er den Begriff Organizismus ein.

## Schriften (Auswahl)
- The parietal eye in some lizards from the western United States. In: Bulletin of the Museum of Comparative Zoology. Band 21, S. 201–340, 1891
- The ascidians collected by the United States fisheries bureau steamer Albatross on the coast of California during the summer of 1904: Berley 1907; digitalisierte Fassung
- War, Science and Civilization. Sherman, French & Co., Boston 1915
- The Higher Usefulness of Science and Other Essays. Gorham Press, Boston 1918; digitalisierte Fassung
- The Probable Infinity of Nature and Life.
- The Scientific Method of Reaching Truth.
- The Natural History of Our Conduct. - mit Edna Watson Bailey
- The Organismal Theory of Conception. - mit Edna Watson Bailey
- An Organismal Theory of Consciousness. R. G. Badger: Boston 1919; digitalisierte Fassung
- The Unity of the Organism; or, the Organismal Conception of Life. Boston 1919; Band 1, Band 2
- Charles Darwin and the golden rule. Storm Publishers, New York 1954 - mit Edna Watson Bailey

## Nachweise
- Deborah Day: Ritter: William Emerson Ritter Biography In: Scripps Institution of Oceanography Archives. Biographies, Autobiographies, Memoirs. 1997; PDF online